# NGC 392
NGC 392 este o galaxie lenticulară situată în constelația Peștii. A fost descoperită în 12 septembrie 1784 de către William Herschel. De asemenea, a fost observată încă o dată în 16 noiembrie 1827 de către John Herschel.